# HMS Collingwood (1908)
HMS Collingwood – pancernikiem typu St Vincent zbudowanym dla Royal Navy w pierwszej dekadzie wieku XX. Całe swoje istnienie był przydzielony do Home Fleet i Grand Fleet, oraz często służył jako okręt flagowy. Książę Albert (później znany jako król Jerzy VI) spędził kilka lat na pokładzie okrętu przed i podczas I wojny światowej. W bitwie pod Jutlandią w maju roku 1916 "Collingwood" znajdował się w środku linii bitewnej, pancernik podczas bitwy uszkodził lekko niemiecki krążownik liniowy. Poza tą bitwą i niejednoznaczną akcją z 19 sierpnia służba pancernika podczas wojny polegała zazwyczaj na rutynowych patrolach i szkoleniach na Morzu Północnym. Po wojnie jednostkę uznano za przestarzałą; został przeniesiony do rezerwy i używany jako okręt szkoleniowy, zanim został sprzedany na złom w 1922 roku.

## Projekt oraz opis
Projekt typu St Vincent wywodził się z poprzedniej typu Bellerophon. Różni się on np.: niewielkim wzrostem wielkości, pancerza i mocniejszych dział. Całkowita długość "Collingwooda" to 536 stóp, czyli 163,4 metry, szerokość to 84 stopy i 2 cale (25,7 m), zanurzenie równe 28 stóp (8,5 m). Wyporność standardowa pancernika to 19 700 długich ton (20 000 ton), pełna to 22 800 długich ton (23 200 ton) przy pełnym obciążeniu. W 1911 roku załoga liczyła 758 oficerów i marynarzy.
"Collingwood" był napędzany przez dwa zestawy turbin parowych Parsonsa z napędem bezpośrednim, z których każda napędzała dwa wały. Parę do turbin dostarczało 18 kotłów typu Yarrow. Turbiny miały moc 24 500 koni mechanicznych (18 300 kW) i miały zapewnić okrętowi prędkość maksymalną 21 węzłów (39 km/h; 24 mph). Podczas ośmiogodzinnych prób morskich z pełną mocą 17 stycznia 1910 roku osiągnął tylko prędkość maksymalną 20,62 węzłów (38,19 km/h; 23,73 mil na godzinę) z 26 789 shp (19 977 kW). "Collingwood" przewoził wystarczającą ilość węgla i oleju opałowego, aby zapewnić zasięg 6900 mil morskich (12 800 km; 7 900 mil) przy prędkości 10 węzłów (19 km/h; 12 mph).

### Uzbrojenie i pancerz
Typ St Vincent został wyposażony w 12-calowe (305mm) działa Mk XI (BL) w pięciu podwójnych wieżach, trzy wzdłuż linii środkowej, a pozostałe dwie jako wieżę skrzydłowe. Uzbrojenie pomocnicze jednostki składało się z dwudziestu dział 4-calowych (102 mm) MK VII. Każde z tych dział zostało zainstalowane na dachach wieży przedniej i tylnej oraz wieży skrzydłowych w nieosłoniętych mocowaniach, a pozostałe dziesięć zostało umieszczonych w nadbudowie. Wszystkie działa były osadzone w pojedynczych mocowaniach. Okręty były również wyposażone w trzy 18-calowe (450mm) wyrzutnie torpedowe, po jednej na każdej stronie i trzeciej na rufie.
Jednostki typu St Vincent miały pas pancerny ze stali Kruppa (KC), który miał grubość 10 cali (254 mm) między przednią i tylną barbetą, zmniejszony do grubości 2 cali (51mm), na pozostałej długości. Nad tym był pas pancerza o grubości 8 cali (203mm). Grodzie o grubości 5 i 8 cali (127 i 203) kończyły najgrubsze części linii wodnej i górne pasy pancerza, gdy dotarły do zewnętrznych części najbardziej końcowych barbetów.
Trzy barbety linii środkowej były chronione pancerzem o grubości 9 cali (229mm) nad głównym pokładem, który zmniejszał sie do 5 cali (127 mm) pod nim. Barbety skrzydłowe były podobne, z wyjątkiem tego, że miały 10 cali pancerzu na zewnętrznych powierzchniach. Wieże działowe miały 11-calowe (279mm) powierzchnie i boki z 3-calowymi (76mm) calowymi dachami. Trzy pokłady chronione pancerzami od 0.75 do 3 cali (od 19 do 76 mm). Przód i boki wieży dowodzenia od przodu były chronione przez 11-calowe płyty, chociaż tył i dach miały odpowiednio 8 cali i 3 cale grubości.

### Zmiany
Działa na przednim dachu wieży zostały usunięte w latach 1911–1912, a górna przednia para dział w nadbudówce została usunięta w latach 1913–1914. Ponadto osłony dla dział zostały zamontowane na wszystkich działach w nadbudówce, a konstrukcja mostku została powiększona wokół podstawy przedniej nadbudówki, aby pomieścić osiem 4 calowych dział, dodatkowo dodano parę 3-calowych dział przeciwlotniczych.
Do kwietnia roku 1917 na pancerniku zostało domontowane trzynaście czterocalowych dział artylerii pomocniczej, a także pojedyncze 4-calowe i 3-calowe działa przeciwlotnicze. Około 51 ton dodatkowych ton pancerzu zostało dodanych po bitwie o Jutlandię. Przed końcem wojny działa przeciwlotnicze zostały przeniesione z pokładu między rufowymi wieżami na rufę, a rufowa wyrzutnia torpedowa została usunięta. W 1918 zamontowano dalmierz przeciwlotniczy, a na dachach wież dziobowych i rufowych zamontowano platformy startowe dla samolotów.

## Budowa

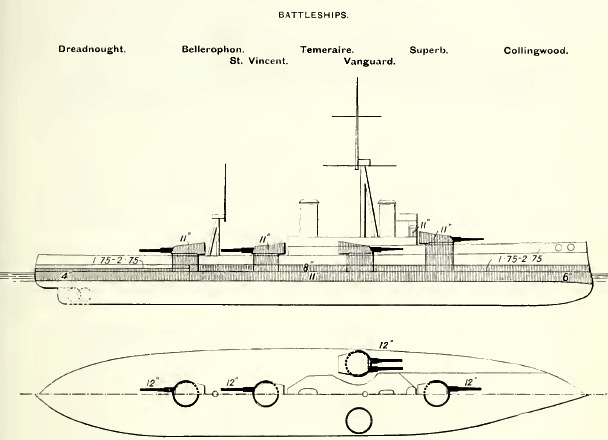
Plan brytyjskich dreadnotów pierwszej generacji z wydania Brassey's Naval Annual z roku 1912

"Collingwood", nazwany na cześć wiceadmirała Cuthberta Collingwooda, został zamówiony 26 października 1907 roku. Wodowanie odbyło się w Devonport Royal Dockyard 7 listopada roku 1908. Koszt statku z uzbrojeniem to około 1.680.888 funtów brytyjskich lub 1.731.640 funtów brytyjskich.